# 吴言生
吴言生（1964年9月—），安徽省庐江人，陕西师范大学教授，中国禅学研究学者。

## 生平
1984年本科毕业于安徽师范大学中文系，1987年获陕西师范大学硕士学位并留校任教。1999年获陕西师范大学博士学位，师从霍松林先生。2000年至2002年，在中国人民大学做博士后研究。现任陕西师范大学文学院教授，博士生导师。
曾在凤凰卫视“世纪大讲堂”主讲《禅宗哲学象征》，在中央电视台“名家讲谈”主讲《禅宗智慧与现代管理》，在东方卫视主讲《禅的智慧》，在中国教育电视台主讲《禅宗智慧》。

## 社会兼职
陕西省第十一届、十二届政协委员，中国宗教学会理事，国际佛教禅修学会执行会长。

## 著作
- 《禅宗思想渊源》（2001年，中华书局）
- 《禅宗哲学象征》（2001年，中华书局）
- 《禅宗诗歌境界》（2001年，中华书局）
- 《赵州录校注集评》（2008年，中国社会科学出版社）
- 《禅的智慧与心灵修炼》（2009年，中华书局）
- 《经典禅语》（2013年，商务印书馆）
- 《经典禅诗》（2013年，商务印书馆）
- 《经典颂古》（2013年，商务印书馆）
- 《围炉夜话·偶谭》（译著）（2016年，上海古籍出版社）
- 《小窗自纪》（译著）（2016年，上海古籍出版社）
- 《小窗幽纪》（译著）（2016年，上海古籍出版社）
- 《幽梦影·幽梦续影》（译著）（2016年，上海古籍出版社）
- 《娑罗馆清言》（译著）（2016年，上海古籍出版社）
- 《菜根谭译注》（译著）（2016年，上海古籍出版社）